# شريف الدين الجواني
شريف الدين أبو علي محمد بن سناء الملك أسعد بن علي الجواني (525 -588 هـ أو 1131–1192 م) المعروف اختصارًا بالجواني، كان مؤرخًا ونَسَّابةً عربيًا مصريًا عاش في مصر الفاطمية خلال القرن الثاني عشر الميلادي.

## حياته
وُلِد الجواني في القاهرة لأسرة حسينية النسب (من نسل الحسين بن علي). وكان يُعرف باللقب التشريفي الشريف. كان والده، الذي تعود أصوله إلى الموصل، قد هاجر إلى الغرب واستقر في القاهرة، التي كانت حينها عاصمة الخلافة الفاطمية، حيث حظي بمكانة رفيعة في البلاط الفاطمي. سار الجواني على خطى والده وخدم الفاطميين، وشغل على وجه الخصوص منصب نقيب الأشراف.

## مؤلفاته
- النقط لمعجم ما أُشكل من الخطط
- الجوهرة المكنونة في ذكر القبائل والبطون[2]

## طالع أيضًا
- قائمة العلماء العرب قبل العصر الحديث [الإنجليزية]
- قائمة المؤرخين المسلمين